# Obywatel Piszczyk
Obywatel Piszczyk – polski film komediowy w reżyserii Andrzeja Kotkowskiego z 1988 r., którego premiera miała miejsce w 1989. Film jest kontynuacją filmu Zezowate szczęście z 1960 r. w reżyserii Andrzeja Munka. Został zrealizowany na podstawie powieści Smutnych losów Jana Piszczyka ciąg dalszy Jerzego Stefana Stawińskiego. Obraz dedykowany był Bogumiłowi Kobieli.

## Obsada aktorska
- Jerzy Stuhr – Jan Piszczyk
- Maria Pakulnis – Renata
- Krzysztof Zaleski – kapitan UB
- Kazimierz Kaczor – Zdzisław Pasionka, dyrektor OBOP
- Krystyna Tkacz – Liliana, kobieta poznana na wczasach nad morzem
- Andrzej Szczepkowski – doktor filozofii Fabian Tubalny, współwięzień Piszczyka
- Janusz Bukowski – naczelnik więzienia
- Grzegorz Warchoł – kelner Władek Weronicki, współwięzień Piszczyka
- Andrzej Blumenfeld – literat Stawiński
- Leon Niemczyk – ojciec Renaty
- Irena Kownas – matka Renaty
- Andrzej Grabarczyk – kolega Renaty
- Anna Gornostaj – koleżanka Renaty
- Irena Laskowska – matka Piszczyka
- Zygmunt Fok – Cezary, ojciec Piszczyka

## Opis fabuły
Jest rok 1960. Jan Piszczyk ogląda w kinie film Zezowate szczęście, zrealizowany według jego biografii. Jest oburzony, gdyż uważa, że twórcy filmu przekręcili jego historię i go ośmieszyli. Następnie akcja przenosi się do roku 1952, kiedy Piszczyk przebywa w więzieniu. Tam zostaje przyłapany przez strażnika na pisaniu buntowniczych haseł. Trafia do celi, gdzie poznaje filozofa Tubalnego, autora koncepcji zwiastujących rychły zanik w społeczeństwie wszelkich podziałów. Wkrótce otrzymuje od władz więziennych zadanie napisania referatu na okolicznościową akademię.